# 頂內埔
頂內埔，是臺北市的一個舊地名，大致位於今大安區的西南部及中正區東南部，包括大安區學府里的西南半部、大學里的東南部，以及中正區文盛里與水源里除交界處北端。
頂內埔之北方另有下內埔，頂內埔意為瑠公圳水源之上游內方之未墾埔地。

## 歷史
台灣清治末期至日治前期，該地區為一街庄，稱為「頂內埔庄」，隸屬於大加蚋堡。該庄北與大安庄為鄰，東與下內埔庄為鄰，南邊為興福庄、萬盛庄，西邊為林口庄。
1901年（日治明治三十四年）11月，該庄為臺北廳直轄，隸屬於第四區。1906年（明治三十九年）1月，第四區改名「古亭村區」。1920年（大正九年）該庄改制為「頂內埔」大字，隸屬於臺北州臺北市。1922年4月町目劃分時，頂內埔大字改制為富田町，轄區有小幅調整。
戰後臺北市改制為省轄市。1946年2月臺北市劃分為10個區，本區隸屬於古亭區，富田町劃為富田、農場2里。1968年7月臺北市改制為院轄市。1990年3月，臺北市各區重劃，本區改隸大安區。

## 交通
台北捷運松山新店線經過頂內埔地區西部邊界地帶，在境內設有公館站。鄰近居民可由此等路線及相關路網快速前往大台北地區各地，或至台北車站轉搭高鐵、台鐵或客運前往全台各地。

## 學校
- 國立臺灣大學校本部（西南半部）
- 國立臺灣科技大學（大部分）
- 民族國中
- 銘傳國小